# Thomas Browne
Thomas Browne (19. oktober 1605–19. oktober 16829 je bil angleški polihistor in avtor več različnih vrst del, kar je kazalo na njegovo splošno razgledanost v neštetih področjih, med katerimi so znanost in medicina, vera ter ezoterika. Browneova dela zbujajo zanimanje predvsem na področju narave, ki pa je posledica znanstvene revolucije Baconske poizvedbe. Browneova literarna dela se v večini sklicujejo na klasične in biblične vire kot tudi na  idiosinkrazije oziroma značilnosti njegove osebnosti. Čeprav avtorja velikokrat označijo kot melanholičnega, sta za njegova dela značilna tudi duhovit in subtilen humor, hkrati pa ponuja raznolik literarni slog, ki se razlikuje glede na žanr. S tem je Browne ustvaril bogat izbor edinstvenih proz, ki zajemajo vse od njegovih zapiskov oziroma beleženj iz terenskega dela do dovršenih in zgovornih baročnih del.

## Zgodnje življenje
Thomas Browne se je rodil 19. oktobra 1605 v Londonu. Thomas je bil najmlajši izmed štirih otrok trgovca s svilo Thomasa Browna Starejšega in Anne Garraway. Leta 1613 je oče umrl, mama pa se je že čez šest mesecev ponovno poročila, in sicer s Thomasom Duttonom, kar je privedlo v posredovanje sodišča glede očetove oporoke. Zato je na koncu z dediščino Thomasa Brownea Starejšega razpolagal njegov brat Edward, ki je nekaj časa tudi skrbel za svojega nečaka Thomasa in njegove sestre.

## Šolanje
Pri enajstih letih so ga poslali v šolo v Winchester. Leta 1623 je šel na oxfordsko univerzo in doštudiral 3 leta kasneje. Študij medicine je nadaljeval v Montpellier (Francija), Padovi (Italija) in v Leidnu (Nizozemska), kjer je diplomiral leta 1633. Po zaključenem študiju se je vrnil v Anglijo in začel z prakso medicine v Yorkshiru. Istega leta je umrl njegov očim v pijanem pretepanju v baru v Londonu. Ko mu je Oxford leta 1637 priznal leto šolanja v Leidnu in posledično potrdil narejen magisterij, se je preselil v Norwich, kjer je živel do svoje smrti.

## Zrela leta
V Norwichu je nadaljeval delo v zdravniškem poslu in si kmalu pridobil ugled kot izkušen zdravnik, ki je dohajal revolucionarni razvoj v takratni medicini, kot na primer odkritje krvnega obtoka Williama  Harveyja. Začel je tudi z pisanjem književnih del, prvo izmed katerih je bilo Religio Medici. Leta 1641 se je poročil z Dorothy Mileham, s katero sta imela 10 otrok od katerih pa jih je na žalost kar polovica umrla pred svojimi starši. Leta 1662 se je udeležil sojenja za čarovništvo, kjer naj bi s svojo izjavo spodbudil poroto v obsoditev dveh žensk.  Decembra 1664 je bil priznan kot Socius Honorarius na College of Physicians v Londonu, pri čemer mu je pomagal njegov literarni uspeh. Kljub temu da je skozi leta državljanske vojne in obdobja republike je ostal zvest rojalist, se naj ne bi pretirano zanimal za politiko. 

## Pozna leta življenja
Po restavraciji monarhije je kralj Karl II., v spremstvu dvora, obiskal Norwich. Dvorjan John Evelyn, ki je občasno sodeloval z Browneom, je izkoristil kraljevi obisk, da je izpostavil podučenega in zvestega zdravnika. Tako je Karl II. obiskal Browna na njegovem domu in ga povzdignil v viteza. 
Sir Thomas Browne je umrl na svoj sedeminsedemdeseti rojstni dan, 19. oktobra 1682 v Norwichu. 
Po ustalitvi v Norwichu je Thomas Browne ustanovil svojo privatno knjižnico, s čimer je dokazal da je strasten bibliofil. Začel je zbirati in prebirati različnih knjige in jih v svoji knjižnici zbral okoli 1500. V njegovi zbirki najdemo dela v takrat pomembnih jezikih, kot so angleščina, francoščina,  italijanščina, španščina, nizozemščina, danščina, pa tudi v grščini, hebrejščini in seveda latinščini. Brownova razgledanost se dobro odraža v raznolikosti vsebin njegove knjižnice. Med njimi najdemo dela iz področji medicine, zgodovine, teologije, kozmografije, geografije, prava, matematike, angleščine, astronomije, filozofije, kemije, alkimije in mnogih drugih. 
Ko je Thomas Browne leta 1682 umrl, je skrb za njegovo knjižnico prevzel njegov najstarejši sin Edward Browne. Med 8. in 10. januarjem 1711 je potekala dražba Brownove knjižnice. Udeležila sta se je je tudi Jonathan Swift, angleški esejist, in Sir Hans Sloane, Irski zdravnik. Tako je neznan odstotek knjig iz dražbe kasneje predstavljal temelj za ustanovitev Britanske knjižnice.
1.	Religio Medici (1643): je duhovna zaveza in zgodnji psihološki avtoportret, ki je bil objavljen leta 1643 kot nepooblaščeno delo in je kmalu po izdaji postala najbolje prodajana knjiga v Evropi.
2.	Pseudodoxia Epidemica (1646-72): je knjiga z vsemi “vulgarnimi“ napakami tistega časa, ki je nastala na preučevanju narave in je bilo vodilno znanstveno-novinarsko delo v času znanstvene revolucije.
3.	Hydriotaphia, Urn Burial (1658): je delo, ki je izšlo kot knjiga v paru s knjigo The Garden of Cyrus. Koncentrira se na odkritje rimskega urn buriala v Norfolku. Odkritja je podrobno v delu opisal ter raziskoval o navadah starih Rimljanov.
4.	The Garden of Cyrus (1658): drugi del Hydriotaphia, Urn Burial je smatrano kot izredno literarno delo in prispevek k hermetični znanosti.
5.	A Letter to a Friend (1656; objavljeno 1690): je medicinska razprava o zgodovini primerov in duhovitih domnev na podlagi človeškega stanja.
6.	Christian Morals (okoli leta 1670; objavljeno 1716): je delo napisano kot nasvet za svoje otroke, kjer se nahajajo razprave o krščanskih vrednotah in vedenju.
7.	Musaeum Clausum (1684): je delo, ki vsebuje kratke opise domnevno izgubljenih knjig, slik in objektov.
Thomas Browne je splošno priznan kot eden najbolj izvirnih pisateljev v angleškem jeziku. Svežina in domiselnost njegovega uma sta se v vsakem literarnem delu prikazala na zanimiv način, ko pa je pisal o bolj resnih temah, je njegov stil pisanja, velikokrat baročen (kičast) in hrati latinsko obarvan, počasi naraščal v izredno častnega in odkritega. Njegovo paradoksalno mesto v zgodovini idej, ki je bilo na eni strani pobožno, na drugi strani pa je bil podpornik nove induktivne znanosti ter pripadnik antičnega ezoteričnega učenja, je zelo prispevalo k dvoumnosti v zgodovini idej. Prav zaradi teh kvalitet ga je mnogo kritikov na kratko ovrednotilo kot »primer  znanstvenega razuma, razsvetljenega z misticizmom znotraj angleške cerkve«. Kljub temu pa je zapletenost Brownejevih kompleksnih miselnih procesov njegov zelo stiliziran način pisanja, z njegovimi mnogimi aluzijami na biblijsko, klasično in sodobno učenje, pa je z ostalimi ezoteričnimi avtorji s tem ustvaril besedila, ki so še sedaj dokaj nejasna, slabše berljiva in s tem tudi napačno razumljena.
Ime Thomas Browne zaseda 69.mesto na lestvici Oxfordskega angleškega slovarja najbolj citiranih oseb. Lasti si 775 vnosov v Oxfordovem angleškem slovarju, o prvi uporabi besede, 4131 vnosov o prvem dokazu besede in je citiran 1596-krat kot prvi dokaz o določenem pomenu besede. Primeri njegovih iznajdenih besed, ki so velikokrat s področja znanosti ali medicine, so med drugimi: ambidextrous (obojeročen), antediluvian (predpotopen), analogou (analogen), approximate (približen), ascetic (asketski), anomalous (anomalen), carnivorous (mesojed), coexistence (sobivanje), coma (koma), compensate (odškodovati), computer (računalnik), cryptography (kriptografija), cylindrical (cilindričen), disruption (motnje), ergotisms (ergotizem), electricity (elektrika), exhaustion (izčrpanost), ferocious (divji), follicle (folikel), generator (generator), gymnastic (gimnastika), hallucination (halucinacija), herbaceous (zelnat), holocaust (holokavst), insecurity (negotovost), indigenous (domač), jocularity (šaljivost), literary (literaren), locomotion (gibanje), medical (zdravstven), migrant (migrant), mucous (sluzen), prairie (stepa), prostate (prostata), polarity (polariteta), precocious (prezrel), pubescent (otekel), therapeutic (zdravilen), suicide (samomor), ulterior (skriven), ultimate (najboljši) in veterinarian (veterinar/veterinarka).Vpliv njegovega literarnega stila se razteza skozi več stoletij.

## 18. stoletje
V 18.stoletju je Samuel Johnson, ki si je z Browneom delil ljubezen do latinščine, napisal kratek sestavek z naslovom Life v katerem je hvalil Brownea kot prizadevnega kristjana in ga vrednotil v svoji prozi sledeče:
»Njegov slog je resnično povezanost mnogih jezikov; mešanica raznovrstnih besed, ki so skupaj zbrane z različnih koncev sveta in izrazi, ki so imeli v prvotnem stanju čisto drugo rabo sedaj pa so pod prisilo več pomenski in služijo še v namen drugačne rabe. Vendar je potrebo priznati, da je razširil našo filozofsko dikcijo in v obrambo svojim neobičajnim besedam in izrazom, moramo razumeti, da je na svojih neobičajnih podorčjih delovanja težko našel besedo, ki bi zadostovala definiranju dane situacije.«

## 19. stoletje
•	V 19.stoletju je bil Browneov ugled obujen s strani romantikov. Thomas De Quincey, Samuel Taylor Coleridge in Charles Lamb (ki se je smatral za pobudnika k ponovnem zanimanju za Brownea) so ga izredno cenili in občudovali. Delno je Browne imel vpliv tudi na Carlylea. 
•	Ameriški novelist Herman Melville, ki je bil izredno navdihnjen nas slogom Brownea, mu je posvetil svoje delo ”crack'd Archangel“.
•	Epigram, pistaelja Edgarja Allan Poea, z naslovom The Murders in the Rue Morgue (1841) je izvzet iz Browneovega dela Hydriotaphia (5. poglavlje).

## 20. stoletje
•	Novelist Joseph Conard je uvod v svojo novelo z naslovom Chance, izdano leta 1913, napisal z Browneovim navedkom.
•	Angleška avtorica Virginija Wolf je napisala dva krajša eseja o Thomas Browneu, brana leta 1923, kjer je napisala “Malo ljudi ljubi dela Sit Thomas Brownea, vendar tisti, ki jih, so sol zemlje.“
•	Thomas Brownea so v 20.stoletju cenile še naslednje osebe:
1.	Ameriški naravni zgodovinar in paleontolog Stephen Jay Gould; teozofinja Madame Blavatsky.
2.	Škotski psiholog R.D.Laining, ki uvod v svoje delo The Politics of Experience začne s citiranjem Brownea.
3.	Skladatelj William Alwyn, ki je napisal simfonijo, leta 1973, na ritmični podlagi Browneovega dela Hydriotaphia, Urn Burial.
4.	Ameriški avtor Armistead Maupin je vključil citat iz Religio Medici v dveh svojih delih (Tales of the City, Further Tales of the City).
5.	Kanadski zdravnik William Osler znan kot “unstanovitelj sodobne medicine“ je bil velik ljubitelj Browneovih del.
6.	Nemški avtor W.G.Selbald je pisal o Browneu v svoji pol-avtobiografski noveli The Rings of Saturn.
7.	Argentinski pisatelj Jorge Luis Borges je namigoval na Browneove ideje skozi svoje celotno kariero, saj je Brownea opisoval kot najboljšega pisatelja proz v angleškem jeziku.
8.	V svoji kratki alegorični zgodbi, ki govori o pomenu poezije, The Celestial Omnibus, je E.M.Forster v vlogo prvega voznika, ki pelje protagonista zgodbe, postavil prav Brownea.
9.	V delu Nort Towards Home pisateljica Willie Morris citira stavek iz dela Thomas Brownea z naslovom Urn Burial.
10.	William Styron je uvod v svojo novelo Lie Down in Darkness napisal s citatom, ki ga je uporabila tudi pisateljica Willie Morris (tudi naslov sam je del citata).
11.	Javier Marias (španski piatelj) pa je prevedel dve Browneovi deli v španščino, in sicer Religio Medici in Hydriothapia.
12.	Britanski ornitolog Tim Birkhead pa je o Browneu povedal sledeče: “Eden mojih najljubših orintologov je najbolj poznan med opazovalci ptičov na račun raziskovanja ptic iz območja Norfolk okoli leta 1650. Hkrati je tudi ovrgel vsa lažna dejstva o pticah in zaradi tega imam rad Sira Thomasa Brownea. Včasu znanstvene revolucije, ko je živel, je doprinesel veliko novega znanja o pticah in hkrati ovrgel vse neumnosti in folklorna prepričanja o pticah – vulgarne napake kot jih je sam oklical.“.
Gwynn, L. The Library of Sir Thomas Browne. [citirano 25. 11. 2018]. Dostopno na naslovu: https://qmro.qmul.ac.uk/xmlui/bitstream/handle/123456789/25850/Gwynn_L_PhD_final_110517.pdf?sequence=1
Hergreaves, A.S. Sir Thomas Browne. [citirano 25. 11. 2018]. Dostopno na naslovu: https://www.encyclopedia.com/people/literature-and-arts/english-literature-1500-1799-biographies/sir-thomas-browne
Sir Thomas Browne. [citirano 25. 11. 2018]. Dostopno na naslovu: https://www.britannica.com/biography/Thomas-Browne
Sir Thomas Browne. [citirano 25. 11. 2018]. Dostopno na naslovu: https://www.ncbi.nlm.nih.gov/pmc/articles/PMC1079241/
Sir Thomas Browne. [citirano 25. 11. 2018]. Dostopno na naslovu: http://www.sirthomasbrowne.org.uk
Sir Thomas Browne Biography. [citirano 25. 11. 2018]. Dostopno na naslovu: https://www.enotes.com/topics/sir-thomas-browne